# ایلیا والوف
ایلیا والوف (بلغاری: Илия Вълов) (۲۹ دسامبر ۱۹۶۱ – ۱۳ ژوئیهٔ ۲۰۲۴) بازیکن سابق و مربی فوتبال اهل بلغارستان بود.
از باشگاه‌هایی که وی در آنها بازی کرده‌ می‌توان به باشگاه فوتبال دنیزلی اسپور، باشگاه فوتبال لوکوموتیو صوفیه، باشگاه فوتبال آستریا وین، باشگاه فوتبال دینامو برلینر، و باشگاه فوتبال زسکا صوفیه اشاره کرد.
وی همچنین در تیم ملی فوتبال بلغارستان بازی کرده‌است.